# Piphob Saengjan
Piphob Saengjan (thailändisch พิภพ เเสงจันทร์; * 15. Juni 2005) ist ein thailändischer Fußballspieler.

## Karriere
Piphob Saengjan steht seit Sommer 2024 beim Sisaket United FC unter Vertrag. Der Verein aus Sisaket spielt in der zweiten Liga, der Thai League 2. Sein Zweitligadebüt gab Piphob Saengjan am 12. Januar 2025 (19. Spieltag) im Auswärtsspiel gegen den Ayutthaya United FC. Bei der 2:0-Niederlage wurde er in der 79. Minute für Phutchapong Namsrithan eingewechselt.